# Departementen van Senegal

De departmenten van Senegal

Senegal heeft 46 departementen, verdeeld over twaalf regio's (zie regio's van Senegal).

## Dakar
- Dakar
- Guédiawaye
- Keur Massar
- Pikine
- Rufisque

## Diourbel
- Bambey
- Diourbel
- Mbacké

## Kaffrine
- Birkilane
- Kaffrine
- Koungheul
- Malem Hoddar

## Fatick
- Fatick
- Foundiougne
- Gossas

## Kaolack
- Guinguinéo
- Kaolack
- Nioro du Rip

## Kédougou
- Kédougou
- Salémata
- Saraya

## Kolda
- Kolda
- Medina Yoro Foulah (MYF)
- Vélingara

## Louga
- Kébémer
- Linguère
- Louga

## Matam
- Kanel
- Matam
- Ranérou Ferlo

## Saint-Louis
- Dagana
- Podor
- Saint-Louis

## Sédhiou
- Bounkiling
- Goudomp
- Sédhiou

## Tambacounda
- Bakel
- Goudiry
- Koumpentoum
- Tambacounda

## Thiès
- M'bour
- Thiès
- Tivaoune

## Ziguinchor
- Bignona
- Oussouye
- Ziguinchor